# Orobanche pinorum
Orobanche pinorum là loài thực vật có hoa thuộc họ Cỏ chổi. Loài này được Geyer ex Hook. mô tả khoa học đầu tiên năm 1851.